# ناوشکن کلاس هارونا
دیسترویر کلاس هارونا (به انگلیسی: Haruna-class destroyer) یک کلاس از کشتی است که طول آن ۱۵۳٫۱ متر (۵۰۲ فوت) می‌باشد.